# 亚历山大·斯巴林斯基
亚历山大·斯巴林斯基 (英語:、俄語:、 乌克兰語 ), 1954年2月22日出生于乌克兰，乌克兰 音乐家，作曲家，制作人。乌克兰电影家协会的成员。 

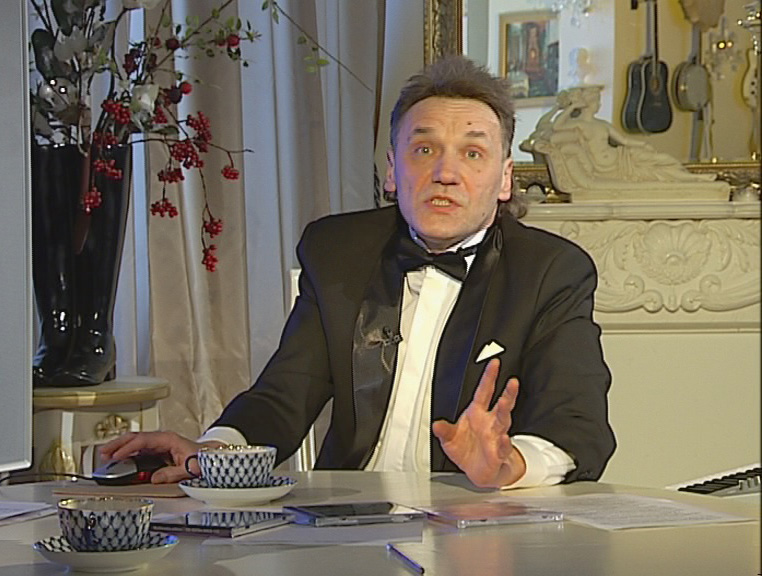

## 个人简介
自从5岁起，Sparinsky 就开始学习音乐，1961年到1967年，他在基辅儿童音乐学校学习钢琴，
1967年到1970年在晚间音乐学校学习，1971年到1975年在基辅教育学院音乐系就读。
1979年，开始了自己的作曲生涯，并首次创作的儿童歌曲《和平》。
1975至1979年是“Ukr-Concert”的主创，乐队由合奏，键盘，吉他和贝斯组成，在前苏联巡演。

## 主要作品
1979-2016-创作了198 首不同风格的歌曲，其中包括儿童的、民族的、现代流行的；194个特色奏乐篇章（包括儿童的、民族的、电子乐和爵士乐）；创作了100个电视、电台和国际广告歌；合唱和伴奏清唱；以及《我们在同一个地球》和《圣迈克尔斯的祝福》这两部神剧的音乐在52个剧院演出；36部电影（包括：动画 、记录片、电视剧）；9部儿童音乐剧，1部轻歌剧和1部民族歌剧。
他的歌曲曾被乌克兰和俄罗斯的明星们演唱，其中流行音乐歌星包括：Vakhtang Kikabidze, Natalia Rozhkova, Natasha Koroleva, Ani Lorak, Victor Shportko, Vitaly Bilonozhko, Vladimir Udovichenko, Alexander Vasilenko; 还有民族艺术家：Nina Matviyenko,“Veseli Muzyky”ensemble, Ukrainian National Banduras’Capella; Kyiv Chamber Choir, Revutsky Boys Choir和一些其他艺术家们。
关于历史传统的古代乌克兰异教徒庆典和现代社会的两部音乐作品《Spring Singers, Rejoice!》和《Midsummer Night Magic》。作品融合了民间音乐和舞蹈、欢乐的歌曲,以及结合了即兴的乌克兰传统原创作曲、爵士乐、电子乐和民间音乐等。

## 制作人作品
1995年至2013年：乌克兰音乐会演和 "Kobzar" （从事演出包括城市级和国家级活动的机构）的作曲、音乐编辑、制作总监。创作了乌克兰国家公共活动的原创音乐： 独立日95&96；胜利日96&97；2000-2004年乌克兰基辅的艺术展“Festival of Kiev City”和1999年“Ternopil Region”；合作的活动有：可口可乐、 康宝来, 电脑天地 , Tianshi 等等; 乌克兰的城市假日：基辅日（1995-2000）；儿童节项目：新年演出和圣诞民族庆典（1996-2005）；
1991年至1995年是乌克兰第一个独立的唱片公司 “Audio Ukraina” 的总裁和创始人之一；出版了大约100张不同音乐风格的专辑（LP，MP，CD）。
2001年至2016年是大西洋唱片公司自由制片人；
1991年至2016年从事音乐会和表演的组织和经营来推广乌克兰文化和艺术到美国、英国（页面存档备份，存于）、法国、西班牙、比利时、德国、荷兰、香港（页面存档备份，存于）、日本和中国（页面存档备份，存于）。

## 音乐学术
1996-《关于乌克兰音乐的讨论》-阿德莱德，墨尔本，悉尼（澳洲）；
1994，1991-《乌克兰和音乐》-伦敦，诺丁汉，曼彻斯特，布拉德福德（英国）；
1991，1994，2002-《给儿童的艺术》-曼彻斯特学校，布拉德福德，伦敦（英国）；
1984，1995-《音乐的多样化》，《儿童交响乐》-基辅（乌克兰）；
1983-2012-自由撰稿人-艺术评论家-124篇文章作者-为电台和电视栏目提供文化内容。
出版物：“Central European”, ”Ukrainian  Business  Review” (Great Britain), “Free Though (Australia), “La Parole Ukrainienne” (France); «Music» (1983); «Vsesvit», «Ranok», “Halas” Magazines, «Molod Ukrainy», «KZ» newspapers (former USSR & Ukraine); "Rakursy" (1988), “Music Club” (1985, 1986), "乌克兰 . 中国" (2018).
电台广播节目为:
2005-2018–Culture” Ukrainian National TV and Radio Satellite Channel;
1993–2005–ВВС Ukrainian Service;
1999–"Music Radio”, Kiev;
1997–“SBS”–Australian Radio;
1992–1995–"Sunset Radio”, Manchester;
1990–1993–BBC Russian Service;
1982–1990–Ukrainian National Committee for TV and Radio;

## 乐队目录
http://sparinsky.kiev.ua/discs_engl.htm（页面存档备份，存于）

## 影视作品
http://sparinsky.kiev.ua/filmography.htm（页面存档备份，存于）